# Werner Nagel (Politiker, 1934)
Werner Nagel (* 18. Februar 1934 in Mannheim; † 12. Juli 1993 ebenda) war ein deutscher Politiker (SPD). Von 1972 bis 1990 war er Mitglied des Deutschen Bundestages.

## Leben und Beruf
Nach dem Volksschulabschluss im Jahr 1948 absolvierte Nagel eine Lehre zum Feinmechaniker in Mannheim. Ab 1952 war er als Maschinenbauer bei den Motorenwerken Mannheim tätig. Seit dem Jahr 1951 Mitglied der IG Metall, wurde er im Jahr 1962 Betriebsratsvorsitzender und 1972 Gesamtbetriebsratsvorsitzender. Zusätzlich engagierte er sich seit 1954 bei der Arbeiterwohlfahrt und gehörte ab 1982 dem Mannheimer Kreisvorstand an. Nagel war verheiratet und hatte ein Kind.

## Politik
Im Jahr 1952 wurde Nagel Mitglied der SPD und bereits drei Jahre später Vorsitzender des Ortsvereins Mannheim-Sandhofen. Von 1968 bis 1972 war er stellvertretender Vorsitzender des SPD-Kreisverbands Mannheim. Bereits 1959 war er in den Mannheimer Gemeinderat gewählt worden, dem er bis 1972 angehörte, davon die beiden letzten Jahre als SPD-Fraktionsvorsitzender. In den Jahren 1972 bis 1990 war Nagel Abgeordneter im Deutschen Bundestag, in dem er das Direktmandat des Wahlkreises Mannheim I vertrat.

## Würdigungen
Die Stadt Mannheim benannte eine Straße nach Werner Nagel.